# Time (album Mercyful Fatea)
Time četvrti je studijski album danskog heavy metal sastava Mercyful Fate. Album je 25. listopada 1994. objavila diskografska kuća Metal Blade Records.
Pjesma "The Mad Arab" govori o liku H. P. Lovecrafta, Abdulu Alhazredu, autoru izmišljene zabranjene knjige okultizma Necronomicon.

## Popis pjesama
Tekstovi: King Diamond. 
| 1.    | »Nightnare Be Thy Name« | Denner   | 3:28 |
| 2.    | »Angel of Light«        | Diamond  | 3:37 |
| 3.    | »Witches' Dance«        | Diamond  | 4:47 |
| 4.    | »The Mad Arab«          | Shermann | 4:43 |
| 5.    | »My Demon«              | Diamond  | 4:42 |
| 6.    | »Time«                  | Diamond  | 4:22 |
| 7.    | »The Preacher«          | Shermann | 3:30 |
| 8.    | »Lady in Black«         | Diamond  | 3:50 |
| 9.    | »Mirror«                | Denner   | 3:19 |
| 10.   | »The Afterlife«         | Shermann | 4:32 |
| 11.   | »Castillo del Mortes«   | Shermann | 6:14 |
| 47:04 |                         |          |      |

## Zasluge
Mercyful Fate
- King Diamond – vokal, čembalo, klavijature, produkcija, miks
- Hank Shermann – gitara, pomoćni inženjer zvuka, miks
- Michael Denner – gitara
- Sharlee D'Angelo – bas-gitara
- Snowy Shaw – bubnjevi

Ostalo osoblje
- Anneli Adolfsson – naslovnica, fotografije
- Eddy Schreyer – mastering
- Frank Salazar – pre-mastering
- Kevin Wade – pomoćni inženjer zvuka
- Lars Flaenø Nielsen – fotografije
- William Hames – fotografije
- Brian J Ames – dizajn
- Tim Kimsey – produkcija, inženjer zvuka, miks